# 羽場裕一
羽場 裕一（はば ゆういち、1961年4月1日 - ）は、日本の俳優。所属事務所はシス・カンパニー。長野県伊那市出身。

## 来歴
長野県高遠高等学校卒業、駒澤大学文学部3年中退。
1982年、大学在学中に劇団「夢の遊眠社」のオーディションに合格し役者の道に。同年の『野獣降臨』を皮切りに、1990年の『半神』では主演をつとめた。1992年の解散まで同劇団の全公演に出演して、舞台俳優として活躍。その間の1987年、日本テレビ『僕の先生モヒカン刈り』でテレビドラマ初出演。遊眠社解散後は映像ジャンルに本格的に進出。舞台をはじめ、ドラマ、映画でも活躍する実力派俳優。
1994年からTBS昼ドラマ『ぽっかぽか』に出演。七瀬なつみ演ずる主人公の夫役・田所慶彦を好演。幼い一人娘に父母は「ちち・はは」と呼ばれ、心優しい父親役で人気を集め、地位を確立。同作は好評でシリーズ化され、1996年の第3作まで続いた。
2012年舞台「ルーマーズ～口から耳へ、耳から口へ」、2013年舞台「象」、2015年には舞台『放浪記』などに出演。NHK『眠れる森の熟女』、NHK BSプレミアム『アイアングランマ』、フジテレビ『高校入試』、テレビ朝日『最強のふたり〜京都府警特別捜査班〜』、2016年にWOWOWプライム 連続ドラマW『沈まぬ太陽』、NHK BSプレミアム『子連れ信兵衛2』に出演、多くのドラマで活躍。
小学生の時から俳優になるのが夢だった。特技は、ギター。 

## 出演

### テレビドラマ
- 大河ドラマ（NHK総合）
  - 武田信玄（1988年） - 水野又兵衛 役
  - 太平記（1991年） - 洞院公敏 役
  - 新選組!（2004年） - 山岡鉄太郎 役
  - 花燃ゆ（2015年） - 長井雅楽 役
- 愛しあってるかい! 第2話「危険!うちの生徒に手を出すな」（1989年、フジテレビ） - 商社マン 役
- ダブル・キッチン 第7ラウンド「嫁姑ガマンの限界」（1993年5月28日、TBS） - 森田純一 役
- 誰にも言えない（1993年7月9日 - 9月24日、TBS） - 松永伸吾 役
- スウィート・ホーム（1994年1月9日 - 3月27日、TBS） - 岡本冬樹 役
- 土曜ワイド劇場→土曜プライム・土曜ワイド劇場→日曜ワイド（テレビ朝日）
  - 松本清張スペシャル・鉢植えを買う女（1993年12月11日） - 森肇 役
  - 湖畔の別荘 殺しのパズル（1994年6月4日） - 岡本直樹 役
  - わたしが殺した私 （1994年8月20日） - 水島賢治 役
  - 7人のOLが行く!2「神秘の島バリ編 連続殺人の熱い夜!!」（1995年8月19日） - 綿貫功一 役
  - 棟居刑事のラブアフェア（1996年3月30日） - 鮫島邦夫 役
  - まじめ警部補とかたやぶり刑事シリーズ - 原田達也 役
    - まじめ警部補とかたやぶり刑事1「エステ美女殺人事件！」（1997年2月1日）
    - まじめ警部補とかたやぶり刑事2「ランジェリーモデル殺人事件！」（1997年10月25日）
    - まじめ警部補とかたやぶり刑事3「スーパーエステの死美人」（2000年8月12日）

  - 温泉若おかみの殺人推理シリーズ
    - ゲスト
      - 温泉若おかみの殺人推理6（1997年5月3日） - 山川洋司 役
      - 温泉若おかみの殺人推理20（2009年5月9日） - 月岡透 役

    - 中川新太郎 役
      - 温泉若おかみの殺人推理22（2011年5月28日）
      - 温泉若おかみの殺人推理23（2012年4月28日）
      - 温泉若おかみの殺人推理24（2012年8月11日）
      - 温泉若おかみの殺人推理25（2013年5月4日）
      - 温泉若おかみの殺人推理26（2013年8月24日）
      - 温泉若おかみの殺人推理27（2014年3月1日）
      - 温泉若おかみの殺人推理28（2014年9月13日）
      - 温泉若おかみの殺人推理29（2015年8月1日）
      - 温泉若おかみの殺人推理30（2019年3月3日）

  - おとり捜査官・北見志穂2（1999年4月3日） - 高瀬邦男 役
  - 家政婦は見た!18（2000年3月18日） - 日向高志 役
  - 変装婦警の事件簿2（2001年9月8日） - 草野邦彦 役
  - 女刑事ふたり1（2002年9月14日） - 坂本啓一 役
  - 新聞記者・鶴巻吾郎1（2006年8月5日） - 塚本修治 役
  - 京都南署鑑識ファイル3（2006年11月4日） - 八坂白水 役
  - 救急救命士・牧田さおりシリーズ - 佐久間弘樹 役
    - 救急救命士・牧田さおり5（2007年2月3日）
    - 救急救命士・牧田さおり6（2009年6月13日）
    - 救急救命士・牧田さおり7（2010年5月1日）
    - 救急救命士・牧田さおり8（2011年8月27日）
    - 救急救命士・牧田さおり9（2013年2月23日）
    - 救急救命士・牧田さおり10（2015年5月9日）

  - 東京駅お忘れ物預り所2（2008年10月25日） - 加納幹也 役
  - 法医学教室の事件ファイル
    - 法医学教室の事件ファイル29（2009年8月15日） - 溝口明彦 役
    - 法医学教室の事件ファイル42（2016年9月10日） - 高山晴彦 役

  - 弁護士・森江春策の事件2（2010年8月21日） - 長谷部直樹 役
  - 「ミステリー作家・六波羅一輝の推理・白骨の語り部」（2010年12月4日、朝日放送） - 篠山雅弘 役
  - 終着駅の牛尾刑事VS事件記者冴子11「ラストシーン」（2012年2月25日） - 遠野文夫 役
  - デパート仕掛け人!天王寺珠美の殺人推理5（2012年8月25日、朝日放送） - 染谷辰雄 役
  - 検事・朝日奈耀子18（2016年11月12日） - 高丸陽介 役
  - 100の資格を持つ女12〜ふたりのバツイチ殺人捜査〜（2017年3月4日、朝日放送） - 望月克哉 役
  - 家裁調査官・山ノ坊晃2（2017年7月9日） - 藤ヶ丘正之 役
  - 警視庁さがし物係（2018年2月11日） - 上田一成 役
- 土曜ドラマ（NHK）
  - 和菓子の味（1994年） - 島崎明 役
- 愛と疑惑のサスペンス「偽りのイヤリング」（1994年、関西テレビ）
- 世にも奇妙な物語～1994春の特別編～「かげふみ」（1994年3月30日、フジテレビ） - 山下芳夫役
- 麻酔（1994年1月15日 - 3月26日、読売テレビ・日本テレビ） - 小坂浩平 役
- 殿さま風来坊隠れ旅 第1話「青年藩主失踪!! 次期将軍の座を捨て、混乱の市中へ! 田沼悪政に正義の鷹が翔ぶ!」（1994年4月2日、テレビ朝日） - 結城左近 役
- 警部補 古畑任三郎 第3回「笑える死体」（1994年4月27日、フジテレビ） - 田代慎吾 役
- 正月時代劇・清左衛門残日録 仇討ち! 〜播磨屋の決闘〜（1995年1月3日、NHK総合） - 浅井作十郎 役
- 君を想うより君に逢いたい（1995年、関西テレビ・フジテレビ） - 内藤繁 役
- 月曜ドラマスペシャル→月曜ミステリー劇場→月曜ゴールデン（TBS）
  - 瀬戸内航路殺人事件（1995年7月10日）
  - 京都貴船連続殺人（1996年1月29日）
  - 親子弁護士の探偵帖2（1996年7月22日） - 宮田直人 役
  - フォトグラファー桜井美由紀1「夜の虹」（1996年11月4日） - 乗松幸夫 役
  - 最後の恋（1997年5月12日） - 手塚行雄 役
  - 化粧の裏側（1997年6月2日） - マーサ 役
  - 金田一耕助の傑作推理「悪魔の仮面」（1998年3月30日） - 仁礼琢馬 役
  - 早乙女千春の添乗報告書8「日光・鬼怒川湯けむりツアー殺人事件」（1999年5月31日） - 潮崎拓哉 役
  - ホステス探偵危機一髪1（1999年6月14日） - 小野田耕介 役
  - 浅見光彦シリーズ14「後鳥羽伝説殺人事件」（2000年9月4日） - 桐山道夫 役
  - 名探偵キャサリン10「呪われたルビーの謎」（2001年6月4日） - 伊吹和彦 役
  - 棟居刑事シリーズ1「花の狩人」（2001年12月3日） - 勢家陽一 役
  - 探偵 左文字進7「失踪」（2003年4月7日） - 真田洋 役
  - 検事 沢木正夫1「殺意の分岐点」（2004年6月7日） - 安武遼一 役
  - 警視庁・内偵監察官 桜沢葵の事件簿（2005年3月7日） - 黒木昇 役
  - 世直し公務員ザ・公証人6（2006年2月6日） - 田宮雅彦 役
  - 走れ!事件記者 娘に捧げる最後のスクープ（2006年2月27日） - 村上純一 役
  - 警視庁機動捜査隊216II「危険な女たち」（2011年10月31日） - 真壁洋一 役
  - 警視庁南平班〜七人の刑事〜4（2011年11月7日） - 片岡浩介 役
  - 山岳刑事1「日本百名山殺人事件」（2012年8月20日） - 坂田理三 役
  - 産科医・和泉凛〜生と死のカルテ〜（2014年3月17日） - 和泉恵太 役
- 暴れん坊将軍VI 第41話「陽気な刺客」（1995年10月28日、テレビ朝日） - 原田平八郎 役
- 愛の劇場（TBS）
  - ぽっかぽか1〜3（1994年 - 1997年） - 田所慶彦 役
  - 砂時計（2007年） - 水瀬正弘 役
- ナニワ金融道2（1996年10月8日、フジテレビ） - 背口光雄 役
- 風の刑事・東京発! 第13話「殺意のグリーン個室罠に落ちた男」（1996年1月24日、テレビ朝日）
- 刑事追う! 第8話「拳銃」（1996年5月27日、テレビ東京）
- 将軍の隠密!影十八 第18話「みちづれ・脱走犯の妻恋い唄」（1996年6月22日、テレビ朝日） - 友吉 役
- 火曜サスペンス劇場（日本テレビ）
  - 私書箱25号の女（1996年7月30日） - 上条史郎 役
  - 小京都ミステリー24「吉備津鳴釜殺人事件」（1998年11月10日） - 相田啓介 役
  - 当番弁護士7（1999年2月16日） - 新井和己 役
  - 刑事・鬼貫八郎シリーズ（1999年〜2005年） - 碓氷道夫 役
    - 刑事・鬼貫八郎9「沈黙の函」（1999年4月27日）
    - 刑事・鬼貫八郎10「風の証言」（1999年10月12日）
    - 刑事・鬼貫八郎11「積木の塔」（2000年4月4日）
    - 刑事・鬼貫八郎12「まだらの犬」（2001年4月3日）
    - 刑事・鬼貫八郎13「誰の屍体か」（2001年8月28日）
    - 刑事・鬼貫八郎14「表と裏」（2002年7月23日）
    - 刑事・鬼貫八郎15「愛の軌跡」（2003年6月17日）
    - 刑事・鬼貫八郎16「死のある風景」（2004年3月16日）
    - 刑事・鬼貫八郎17「炎の記憶」（2004年11月30日）
    - 刑事・鬼貫八郎18「真夜中の乗客」（2005年9月20日）

  - 警部補 佃次郎13「孤独のゆくえ」（2001年7月31日） - 杉森正治 役
- 闇のパープル・アイ（1996年、テレビ朝日） - 水島慎也（17年後） 役
- 名探偵保健室のオバさん（1997年、テレビ朝日） - 石原徹 役
- こんな恋のはなし（1997年、フジテレビ） - 堂本部長 役
- ギフト 第4話「腎臓を死体ごと届ける」（1997年5月7日、フジテレビ） - 八木 役
- 新・半七捕物帳 第10話「三つの声」（1997年、NHK総合） - 宗吉 役
- 荒木又右衛門 伊賀の決闘（1997年、CX） - 柳生又十郎 役
- それが答えだ!（フジテレビ） - 篠原聡志 役
  - Symphonie Nr.5「負け犬はいらない」（1997年7月30日）
  - Symphonie Nr.6「生徒たちの涙」（1997年8月6日）
- 渥美清のああ、青春日記（1997年9月24日、フジテレビ） - 谷幹一 役
- 恋の片道切符 第3話「悲しいけどサヨナラ…次は危険人物!?」（1997年10月29日、日本テレビ） - 中谷 役
- 鬼平犯科帳（フジテレビ）
  - 第8シリーズ 第5話「はぐれ鳥」（1998年） - 吉見丈一郎 役
  - 鬼平犯科帳スペシャル 引き込み女（2008年10月17日） - 伊兵衛 役
- 恋はあせらず 第6話「俺たちは天使じゃない」（1998年5月20日、フジテレビ） - 高柳義彦 役
- LOVE&PEACE（1998年、日本テレビ） - 陣内文雄 役
- ガラスの仮面（1998年 - 1999年、テレビ朝日） - 黒沼龍三 役
- プリティーモンキー（1998年、テレビ朝日）
- P.A.（プライベート・アクトレス）（1998年、日本テレビ）
- Over Time-オーバー・タイム（1999年、フジテレビ） - 城山豊 役
- はみだし刑事情熱系 PART3 最終話「東京－小樽－敦賀 涙の日本海殺人ルート！」（1999年3月24日、テレビ朝日） - 黒田克行 役
- 傷だらけの女 第1話「愛や正義のためじゃなく」（1999年4月13日、関西テレビ・フジテレビ） - 平野真司 役
- シネマカクテル 第1話「シングル・ブルー」（1999年4月15日 - 5月6日、関西テレビ） - 原隆二 役
- 蘇える金狼（1999年、日本テレビ） - 富士木和正 役
- ベストフレンド（1999年、テレビ朝日） - 瀬戸譲 役
- TEAM（1999年、フジテレビ）
- QUIZ（2000年4月14日 - 6月23日、TBS） - 宮部夏彦 役
- 最後のストライク 〜炎のストッパー津田恒美・愛と死を見つめた直球人生〜（2000年、フジテレビ） - 川端順 役
- ナースのお仕事3 第21話「先輩がフリン?」（2000年8月29日、フジテレビ） - 麻生伸一 役
- つぐみへ…〜小さな命を忘れない〜 ※第11話ゲスト出演（2000年、テレビ朝日）
- お前の諭吉が泣いている（2001年、テレビ朝日） - 宇野孝則（トーマス） 役
- ルーキー! 第8話「ウキウキコンビで大失敗!!」（2001年5月29日、関西テレビ・フジテレビ） - 岡田慎二 役
- プリティガール（2002年、TBS） - 神田川一郎 役
- ヨイショの男 第4話「社内恋愛禁止令」（2002年、TBS） - 深見圭介 役
- マイリトルシェフ（2002年、TBS） - 鴨沢晋一 役
- 金曜エンタテイメント（フジテレビ）
  - 地獄の花嫁3（2002年） - 影山哲司 役
  - 実録 福田和子（2002年） - 石野時雄 役
  - 松本清張スペシャル・黒い樹海（2005年） - 瀬乃郁夫 役
- 最後の弁護人 第6話「私は殺される…裁判中に消えた証人の謎」（2003年2月19日、日本テレビ） - 矢崎時雄 役
- 14ヶ月〜妻が子供に還っていく〜（2003年7月7日 - 9月8日、読売テレビ・日本テレビ） - 綿貫潤一 役
- ライオン先生 第4話「エロオヤジの娘」（2003年11月3日、読売テレビ・日本テレビ） - 広瀬勝也 役
- 忠臣蔵（2004年、テレビ朝日） - 片岡源五右衛門 役
- 愛と友情のブギウギ（2005年、NHK総合） - 水野光彦 役
- 相棒（テレビ朝日）
  - ゲスト
    - season4 第17話「告発の行方」（2006年2月15日） - 赤枝文和 役

  - 天野是清 役
    - season13 第1話「ファントム・アサシン」（2014年10月15日）
    - season15 最終話「悪魔の証明」（2017年3月22日）
- 水曜ミステリー9（テレビ東京）
  - 指紋捜査官・塚原宇平の神業2（2006年） - 佐竹勇治 役
  - さすらい署長 風間昭平9（2012年3月7日） - 久保健太郎 役
  - 刑事の証明3（2012年5月23日） - 篠原健介 役
  - 鉄道警察官・清村公三郎11「房総ローカル列車殺人レール 妖刀村正の呪い」（2014年10月1日） - 坂上健二 役
  - 最強の法廷 裁判官桜子と10人の評決（2015年1月14日） - 森隆史 役
  - 信州山岳刑事 道原伝吉3（2015年4月8日） - 羽田勤 役
- 特命!刑事どん亀 指令4「顔を盗まれた男」（2006年5月1日、TBS） - 佐宗甲斐次 役
- 富豪刑事デラックス 第9話「富豪刑事の時効捜査」（2006年6月16日、朝日放送・テレビ朝日共同制作） - 佐藤公夫 役
- 演歌の女王 第6幕「初の生熱唱が奇跡を起こした!!」（2007年2月17日、日本テレビ） - 奥平和夫 役
- 世にも奇妙な物語〜2007春の特別編〜 「午前2時のチャイム」（2007年3月26日、フジテレビ） - 小泉敬一 役
- 八州廻り桑山十兵衛〜捕物控ぶらり旅 第1話「関八州の悪党たちよ! 刃向かう者は斬捨て御免!!」（2007年5月1日、テレビ朝日） - 真田仁兵衛 役
- 警視庁捜査ファイル さくら署の女たち 第7話「疑惑のカリスマ主婦 殺人レシピ」（2007年8月29日、テレビ朝日） - 緑川透 役
- 働きマン 最終話「29歳の誕生日…恋か仕事か決断の時!!」（2007年12月19日、日本テレビ） - 佐川亮一 役
- コスプレ幽霊 紅蓮女（2008年1月11日 - 3月28日、テレビ東京） - 伊田隆 役
- 4姉妹探偵団 最終話「ストーカーと、殺しのキス」（2008年3月14日、朝日放送・テレビ朝日共同制作） - 平野卓郎 役
- トンスラ（2008年） - 柏葉健一 役
- 誰も守れない （2009年、フジテレビ） - 鈴木誠二 役
- 赤鼻のセンセイ（2009年8月、日本テレビ） - 桜山幸一 役
- 隠蔽指令（2009年10月 - 11月、WOWOW） - 林田育夫 役
- クラシックミステリー 名曲探偵アマデウス（2009年10月25日、BS-hi）
- たったひとりの反乱 「“食品偽装”を告発した男」（2009年12月1日、NHK） 再現ドラマ出演 - 新聞記者 役
- 柳生武芸帳（2010年、テレビ東京） - 寺沢半平 役
- 地下鉄サリン事件 15年目の闘い〜あの日、霞ヶ関で何が起こったのか〜（2010年3月20日、フジテレビ） - 高橋一正 役
- フジテレビ開局50周年記念ドラマ・わが家の歴史 （2010年4月10日、フジテレビ） - 曙出版編集長 役
- 警視庁取調官　落としの金七事件簿（2010年5月29日、テレビ朝日） - 下藤洋 役
- ハンチョウ〜神南署安積班〜シリーズ3 第9話（2010年8月30日、TBS） - 織田課長 役
- 水戸黄門 第43部 第7話「家族愛にまさる宝なし -藤枝-」（2011年8月15日、TBS） - 吾助 役
- ブルドクター 第8話（2011年8月24日、日本テレビ） - 奥山直也 役
- バラ色の聖戦 30歳2児の母、モデルになる。（2011年、テレビ朝日） - 佐野支店長 役
- 科捜研の女（テレビ朝日）
  - Season11 第7話「13年目の鑑定対決！科警研vs科捜研、偽造紙幣の死角」（2011年12月1日） - 五十畑収吾 役
  - 正月スペシャル（スペシャル9）（2017年1月3日） - 間山悟 役
- NHKスペシャル「未解決事件 file.02 オウム真理教」（2012年5月26・27日、NHK総合） - 早坂武禮 役
- 眠れる森の熟女（2012年9月4日 - 10月30日、NHK総合） - 相沢浩史 役
- 高校入試（2012年10月6日 - 12月29日、フジテレビ） - 松島崇史 役
- 金曜プレステージ （フジテレビ）
  - 「外科医 鳩村周五郎11」（2013年2月22日） - 星野明久 役
- ドラマスペシャル・この世で俺/僕だけ（2013年3月31日、BSジャパン） - 黒田の父 役
- 刑事110キロ 第1シリーズ 第2話「祇園の芸妓に殺人の過去! 型破り捜査が暴く時差トリック!!」（2013年5月2日、テレビ朝日） - 青木誠一 役
- ミス・パイロット（フジテレビ） - 吉岡俊一 役
  - 第3話「墜落を阻止せよ!! 訓練生に立ちはだかる整備研修!」（2013年10月29日）
  - 第10話「翔べ! いざ、ファイナルミッションへ!」（2013年12月17日）
  - 最終話「初フライトで緊急事態! 衝撃の一部始終…」（2013年12月24日）
- 金曜ロードSHOW!特別ドラマ企画 最高のおもてなし（2014年2月28日、日本テレビ） - 赤鳥商事営業部長 役
- 花咲舞が黙ってない 第1話「池井戸潤原作の痛快ヒロイン誕生!! 銀行の消えた百万円を探せ」（2014年4月16日、日本テレビ） - 矢島俊三 役
- 8.12日航機墜落30回目の夏生存者が今明かす"32分間の闘い"〜ボイスレコーダーの"新たな声"（2014年8月12日、フジテレビ） - 谷口正勝 役
- ST 赤と白の捜査ファイル 第7話「天才・赤城左門が密室殺人の謎を暴く全員に動機アリ・死者のメッセージを解け」（2014年8月27日、日本テレビ） - 大野伸一郎 役
- HERO 第10話・最終話（2014年9月15日・22日、フジテレビ） - 松平一臣 役
- SAKURA〜事件を聞く女〜 第2話「ゴミ女の復讐! 謎の連続殺人」（2014年10月27日、TBS） - 木原雄一郎 役
- ゴーストライター（2015年1月13日 - 3月17日、フジテレビ） - 岡野慎也 役
- アイアングランマシリーズ（NHK BSプレミアム） - 二階堂宗典 役
  - アイアングランマ（2015年1月10日 - 2月14日）
  - アイアングランマ2（2018年6月3日 - 7月8日）
- テレビ東京開局50周年特別企画・松本清張 黒い画集-草-（2015年3月25日、テレビ東京） - 朝島憲一郎 役
- 最強のふたり〜京都府警 特別捜査班〜（2015年7月16日 - 9月10日、テレビ朝日） - 丸神敏明 役
- オンナミチ（2015年8月4日 - 9月22日、NHK BSプレミアム） - 上村信二 役
- リスクの神様 第9話「絶体絶命に陥った女、暴かれた過去と復讐」（2015年9月9日、フジテレビ） - 永嶋常務 役
- スペシャリスト（テレビ朝日） - 我妻公昭 役
  - 第3話「時効寸前！殺人罪を消滅させるトリック!? 悪女の復讐!!」（2016年1月28日）
  - 第9話「すべての謎が明らかに！冤罪に陥れた男とついに対決!!」（2016年3月10日）
  - 最終話「さよなら宅間！目撃者は1000人!! 命がけの逆転トリック」（2016年3月17日）
- 日本のヴァイオリン王〜名古屋が生んだ世界のマエストロ 鈴木政吉物語〜（2016年2月14日、東海テレビ・フジテレビ） - 山葉寅楠 役
- クロスロード 第4話「追憶」（2016年3月17日、NHK BSプレミアム） - 松川健一 役
- 警視庁・捜査一課長 season1 第7話「遺産100億円の富豪殺人!! アリバイ作りにもう一人殺した女!?」（2016年5月26日、テレビ朝日） - 臼井直人 役
- グッドパートナー 無敵の弁護士 最終話「最終決戦元夫婦、究極の選択」（2016年6月16日、テレビ朝日） - 高部明良 役
- 刑事7人 シーズン2 第7話「海外からの使者」（2016年8月31日、テレビ朝日） - 赤松達夫 役
- 子連れ信兵衛2 第5話「まことの親子」（2016年12月9日、NHK BSプレミアム） - 猪熊川久右衛門 役
- ドラマスペシャル・警部補・碓氷弘一〜殺しのエチュード〜（2017年4月9日、テレビ朝日） - 西川周作 役
- ウツボカズラの夢（2017年8月5日 - 9月30日、東海テレビ・フジテレビ） - 鹿島田雄太郎 役
- 明日の約束（2017年10月17日 - 12月19日、関西テレビ・フジテレビ） - 轟木博雄 役
- ドラマスペシャル・松本清張「鬼畜」（2017年12月24日、テレビ朝日） - 田口辰夫 役
- 女子的生活（2018年1月5日 - 26日、NHK総合） - 板倉 役
- 越路吹雪物語（2018年、テレビ朝日） - 杉尾祐介 役
- 崖っぷちホテル! 第3話「クセ者たちのおもてなし! 一夜限りの勝負」（2018年4月29日、日本テレビ） - 富田社長 役
- グッド・ドクター（フジテレビ） - 小野寺和史 役
  - 第4話「身元不明の少女を湊が初担当!? 少女の悲しい秘密」（2018年8月2日）
  - 第6話「私の赤ちゃんを救って…。湊が挑む! 母体か子どもか」（2018年8月16日）
  - 最終話「何回手術すれば気が済むの? すれ違う姉妹の想いに湊は…ついに最終章!」（2018年9月13日）
- 絶対零度〜未然犯罪潜入捜査〜 Case.08「殺人は花嫁のために」（2018年8月27日、フジテレビ） - 神谷竜太郎 役
- 警視庁ゼロ係〜生活安全課なんでも相談室〜 THIRD SEASON 最終話「完結・ウエディングドレス連続殺人」（2018年9月14日、テレビ東京） - 川辺守 役
- テレビ東京開局55周年特別企画 ドラマスペシャル・あまんじゃく 元外科医の殺し屋が医療の闇に挑む!（2018年9月24日、テレビ東京） - 加茂信介 役
- 直撃!シンソウ坂上SP「元号をとれ！」（2019年1月10日、フジテレビ） - 毎日新聞東京本社編集局長・主筆代行 吉沢誠 役
- 特捜9スペシャル（2019年4月7日、テレビ朝日） - 杉浦守 役
- 執事 西園寺の名推理2 第3話「殺人犯はフィギュアスケーター!?」（2019年5月10日、テレビ東京） - 春日晃之 役
- ストロベリーナイト・サーガ（フジテレビ） - 和田徹 役
  - 第7話「第二部突入! インビジブルレイン」（2019年5月23日）
  - 第8話「私に眠る殺意 禁断捜査が導く真実」（2019年5月30日）
  - 第9話「姫川班解体!? 伝わらない想いと再会への誓い」（2019年6月6日）
- ハムラアキラ〜世界で最も不運な探偵〜（NHK総合） - 野中則夫 役
  - 第5回「悪いうさぎ X」（2020年2月21日）
  - 第6回「悪いうさぎ Y」（2020年2月28日）
  - 最終回「悪いうさぎ Z」（2020年3月6日）
- 月曜プレミア8（テレビ東京）
  - 当番弁護士 梶原藤子の事件ファイル（2020年6月22日） - 城山錦司 役
- 記憶捜査2〜新宿東署事件ファイル〜 第5話「"同時多発"誘拐!? 293年前の石像が暴く容疑者5人の殺意!」（2020年11月20日、テレビ東京） - 加山静男 役
- ドラマスペシャル・東京地検の男（2021年3月24日、テレビ朝日） - 大川克彦 役
- イチケイのカラス（フジテレビ） - 志摩総一郎 役
  - 第5話「初恋のバレリーナが容疑者…」（2021年5月3日）
  - 第6話「令和の大泥棒が法廷に登場!」（2021年5月10日）
  - 第7話「司法VS型破り裁判官 決戦のとき」（2021年5月17日）
- 大富豪同心2（2021年5月28日 - 、NHK BSプレミアム） - 住吉屋藤右衛門 役

【「出演情報」～tvtopic.goo】
- 半径5メートル（2021年） - 森岡忠彦 役
- 必殺仕事人（2022年1月9日、ABC・テレビ朝日） - 斎藤源太郎 役[5]
- インビジブル 第8話（2022年6月3日、TBS） - 牧野誠一郎 役
- 嫌われ監察官 音無一六 season1 第6話・最終話（2022年6月10日・17日、テレビ東京） - 江永尚吾 役
- 競争の番人（2022年） - 六角敦夫 役
- 赤い霊柩車 FINAL〜弔の京人形〜 （2023年3月17日、フジテレビ） - 九条万葉 役[6]
- 育休刑事 第5話（2023年5月16日、NHK総合・NHK BS4K） - 古川誠 役
- ブルーモーメント 第8話（2024年6月12日、フジテレビ） - 北里健二 役
- ダブルチート 偽りの警官 Season2（2024年6月29日 - 8月17日、WOWOW） -  城島健吾 役[7]
- イグナイト -法の無法者- 第5話・第6話（2025年5月16日・23日〈予定〉、TBS） - 高島陽次 役[8]

### Webドラマ
- あの子が生まれる……（2020年7月18日 - 9月19日、FOD） - 河本潤一郎 役[9]
- ギルガメッシュFIGHT（2022年12月25日 - 2023年1月29日、Paravi） - 二階堂 役[10]

### 映画
- 大夜逃 夜逃げ屋本舗3（1995年） - 多田栄作 役
- 極道の妻たち 危険な賭け（1996年） - 三浪周造 役
- ekiden 駅伝（2000年） - 八木 役
- 非・バランス（2001年） - マサヨシ 役
- 幸福な食卓（2007年） - 中原弘 役
- つやのよる ある愛に関わった、女たちの物語（2013年） - 石田行彦 役
- はじまりの日（2024年）
- 陽が落ちる（2025年）[11]

### 舞台
- 半神（1990年、長野県）
- 夏の夜の夢（1992年）
- ねずみとり（1993年）
- ヴェニスの商人（1993年）
- ラヴ・レターズ（1994年）
- パルコプロデュース（1995年）
- 真夜中のパーティー（1997年）
- ヴィクター・ヴィクトリア（1998年）
- きららの指輪たち（1998年）
- 月晶島奇譚（1999年）
- 犬を使う女（1999年）
- こくまろな女たち（2001年）
- サクラパパオー（2001年）
- ジェイプス（2002年）
- ゴースト〜ニューヨークの幻（2002年） - カール・ブルーナー 役
- 謎の下宿人〜サンセットアパート（2003年）
- OVERSEAS（2003年）
- ア・ラ・カルト 役者と音楽家のいるレストラン（2003年、青山円形劇場）
  - ア・ラ・カルト〜役者と音楽家のいるレストラン（2008年、青山円形劇場）
- 美しきものの伝説（2004年）
- 燃えよ剣（2004年）
- マリー・アントワネット（2004年）
- グリマー・アンド・シャイン（2005年）
- うら騒ぎ/ノイゼズ・オフ（2005年）
- マイ・フェア・レディ（2005年）
- 転世薫風〜テンセイクンプー（2006年12月2日 - 20日、青山劇場・12月24日 - 28日、大阪・フェスティバルホール）
- Love30 vol.2 〜女と男と物語〜「箪笥の行方」（2007年、PARCO劇場）
- 異人たちとの夏（2009年、シアタークリエ）
- Live,Love,Drive. 死神の精度（2009年、紀伊國屋サザンシアター）
- ヘッダ・ガーブレル（2010年、新国立劇場 小ホール）
- ア・ソング・フォー・ユー（2011年、新国立劇場）
- 放浪記（2015年、シアタークリエ ほか） - 白坂五郎 役
- ハングマン（2018年、彩の国さいたま劇術劇場、世田谷パブリックシアター ほか）
- No.9 -不滅の旋律-〈再演〉（2018年11月11日 - 12月2日、TBS赤坂ACTシアター / 12月7日 - 10日、オリックス劇場 / 12月22日 - 24日、KAAT神奈川芸術劇場 / 2019年1月11日 - 14日、久留米シティプラザ） - ヨハン・ヴァン・ベートーヴェン/ステファン・ラヴィック 役
  - No.9 -不滅の旋律-〈再々演〉（2020年12月13日 - 2021年1月7日予定（※12月31日はABEMA 、イープラスからライブ配信もあわせて行う。[12][13]）、TBS赤坂ACTシアター / 【11月、オーストリア・ウィーン（フォルクス劇場）※ベートーヴェン生誕250周年の記念公演として開幕が予定されていたが、新型コロナウイルスの感染状況を考慮し公演中止となった。[14]】） - ヨハン・ヴァン・ベートーヴェン/ステファン・ラヴィック 役
  - No.9 -不滅の旋律-〈再々々演〉（2024年12月21日 - 31日、東京国際フォーラム ホールC / 2025年1月11日・12日、久留米シティプラザ / 1月18日 - 20日、オリックス劇場 / 2月1日・2日、アクトシティ浜松 大ホール） - ヨハン・ヴァン・ベートーヴェン / ステファン・ラヴィック 役[15]
- ブラックorホワイト? あなたの上司、訴えます!（松竹、2019年8月21日 - 25日、新橋演舞場 / 2019年8月31日・9月1日、御園座 / 2019年9月5日・6日、道新ホール / 2019年9月13日、北國新聞赤羽ホール / 2019年9月14日、南砺市井波総合文化センター メモリアホール / 2019年9月16日、森ノ宮ピロティホール） - 久保田所長 役
- 体育教師たちの憂鬱（2020年、シアタートラム） - 体育部長 役
- 喜劇 老後の資金がありません（2021年8月13日 - 26日、新橋演舞場 / 2021年9月1日 - 15日、大阪松竹座） - 後藤章 役
  - 喜劇 老後の資金がありません〈再演〉（2023年1月14日 - 28日、南座 / 2023年2月1日 - 19日、新橋演舞場） - 後藤章 役
- 恋のすべて（2022年2月11日 - 27日、東京建物ブリリアホール） - クラーク・キャンピオン 役[16]
- きっとこれもリハーサル（2022年9月29日 - 10月13日、新国立劇場 小劇場 / 10月22日、COOL JAPAN PARK OSAKA TTホール）- 太田昭雄 役[17]
- トッツィー（2024年1月10日 - 30日、日生劇場 / 2月5日 - 19日、梅田芸術劇場 メインホール / 2月24日 - 3月3日、御園座 / 3月8日 - 24日、博多座 / 3月29日・30日、岡山芸術創造劇場） - スタン・フィールズ 役[18]
- Come Blow Your Horn〜ボクの独立宣言〜（2024年10月3日 - 20日、新国立劇場 中劇場 / 10月25日 - 28日、森ノ宮ピロティホール） - ベーカー氏 役[19]
- 花嫁-娘からの花束-（2025年6月、三越劇場）[20]

### 朗読劇
【「出演情報」～ステージナタリー】

### バラエティ
- 建物図鑑（2012年4月 - 2014年3月、テレビ東京） - ナビゲーター
- おとなの歩き旅（2017年6月 - 7月  ・全9回、NHK Eテレ） - 旅人
- 爆報!THEフライデー（2017年1月13日、TBS） - かつて『ぽっかぽか』で家族役として共演した七瀬なつみと上脇結友に再会する。
- おぎやはぎの愛車遍歴 NO CAR, NO LIFE!（2018年8月18日、BS日テレ）
- おとなの歩き旅 秋（2018年、NHK Eテレ） - 旅人

### ラジオ
- FMシアター（NHK-FM）
  - 「幽霊の自転車」（2012年3月24日） - 俊行 役
  - 「埋める女」（2017年9月9日） - 森川 役
  - 「父さんが会いにきた」（2024年5月18日） - 鈴木和夫 役

### CM
- シャープ
- ハウス食品 「こくまろカレー」
- 中外製薬 「新中外胃腸薬」
- タケダ 「タケダ胃腸薬21」 ナレーション